# Mariano Querol

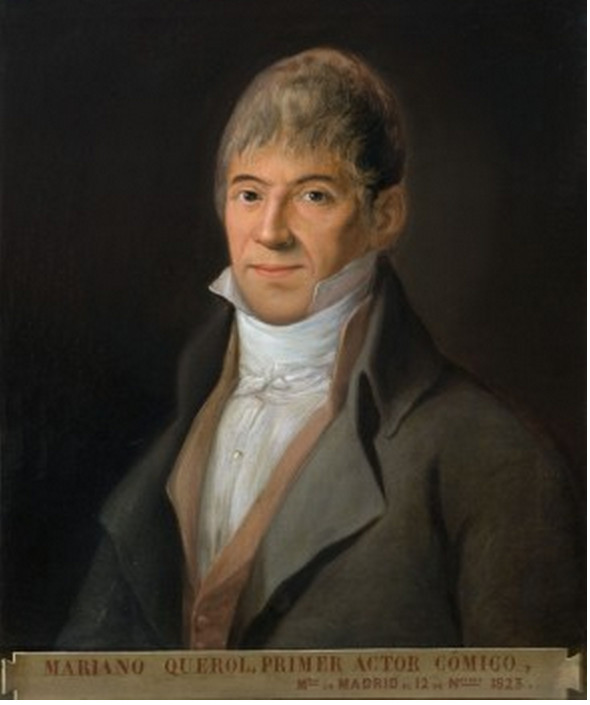
Mariano Querol por José Ribelles (hacia 1800).

Mariano Querol (¿? — Madrid, 18 de noviembre de 1823) fue un actor español que destacó como 'gracioso' y 'figurón' en la primera década del siglo XIX.

## Biografía
La primera noticia que se conoce de este cómico en las tablas madrileñas del periodo ilustrado data de 1780, cuando aparece como 'octavo' en la compañía de Juan Ponce, actuando en el Teatro de la Cruz. Sobre ese escenario participa en el montaje del estreno de El barón (1803), de Leandro Fernández de Moratín. En ese mismo marco lo sitúa Cotarelo, en la temporada 1808-1809, y anota el erudito que al no querer integrarse en la compañía oficial creada por José Bonaparte, se marchó a Cádiz junto con otros cómicos en desacuerdo con el rey francés. Regresó a Madrid concluida la Guerra de la Independencia, figurando entre los cómicos del Teatro de la Cruz en la temporada 1814-1815, quedando noticia aproximada de que se retiró al final de esa década.
Algunos cronistas lo retratan como "irredento ludópata" y afirman que en su pasión por el juego dilapidó su fortuna. Antonio Alcalá Galiano, en Recuerdos de un anciano, evocando algunas de sus grandes actuaciones lo define "inimitable en su género". Los historiadores y críticos Narciso Díaz de Escovar, Francisco de Paula Lasso de la Vega y José de la Revilla también dan noticia de su paso por la escena española del periodo 'goyesco', caracterizado por la dualidad entre el teatro de gusto intelectual e ilustrado de José I de España y el teatro patriótico de propaganda antifrancesa, mucho más popular.